# 麥克米倫角
77°55′S 164°34′E / 77.917°S 164.567°E
麥克米倫角（英語：MacMillan Point），是南極洲的海岬，位於維多利亞地的斯科特海岸，處於巧克力角以北3公里，在1992年由美國南極名稱諮詢委員命名，現時由南極條約體系管理。